# Araneus ancurus
Araneus ancurus är en spindelart som beskrevs av Zhu, Tu och Hu 1988. Araneus ancurus ingår i släktet Araneus och familjen hjulspindlar. Inga underarter finns listade i Catalogue of Life.